# Mike Mogis

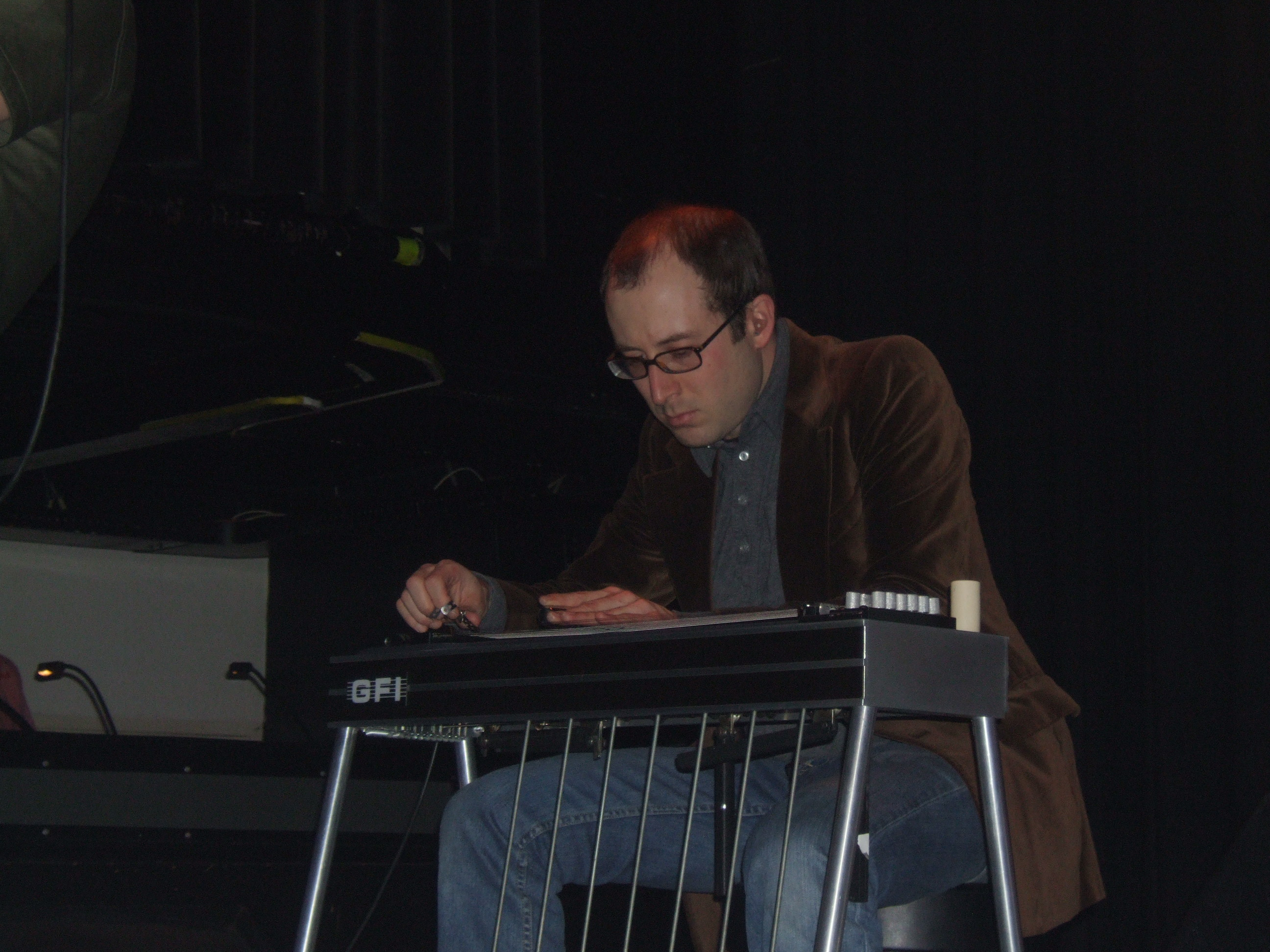
Mogis pedal steel gitáron való játék közben

Michael Riley „Mike” Mogis (North Platte, Nebraska, 1974. május 16. –) producer, hangmérnök és zenész. Testvérével, A.J. Mogisszal alapították a Presto! Recording Studiost (előtte Dead Space Recording, korábban Whoopass Recording). Jelenleg az Omaha belvárosában található ARC (Another Recording Company) Recording vezetője.
Felesége Jessica. Két lányuk van, Stella és Riley. Felesége és Riley szerepeltek a Bright Eyes Digital Ash in a Digital Urn című lemezén.

## Pályafutása
Mogis több, a Saddle Creek Records kötelékében alkotó csapattal is együttdolgozott (például Bright Eyes, The Faint, Rilo Kiley, Cursive, The Good Life, Lullaby for the Working Class, Jenny Lewis, Tilly and the Wall és Elizabeth & Catapult); továbbá Rachael Yamagata egy albumán is ő végezte a hangmérnöki teendőket.
Elsődlegesen a Bright Eyes tagja, de benne volt a Lullaby for the Working Class és a We’d Rather Be Flying zenekarokban is. Általában gitározik, de mandolinon, bendzsón, pedal steel gitáron, glockenspielen és cimbalmon, valamint más hangszereken is játszik. Együtt dolgozott Lightspeed Championnel (Devonte Hynes), a Test Icicles korábbi tagjával: Falling Off the Lavender Bridge című debütáló albumán segédkezett. Mike Mogis jelenleg a Monsters of Folk supergroup tagja.
2014-ben Nate Walcottal, a Bright Eyes harmadik tagjával szerezték a Csillagjainkban a hiba zenéjét; a film a John Green által írt azonos című regényen alapul.

### Közreműködései
| Év   | Előadó                            | Album                                                           | Kiadó                             |
| ---- | --------------------------------- | --------------------------------------------------------------- | --------------------------------- |
| 1997 | Cursive                           | Such Blinding Stars for Starving Eyes                           | Crank! Records                    |
| 1998 | Bright Eyes                       | Letting Off the Happiness                                       | Saddle Creek Records              |
| 1999 | Bright Eyes                       | Every Day and Every Night                                       | Saddle Creek Records              |
| 1999 | Amoree Lovell                     | The Burning Bush                                                |                                   |
| 2000 | The Gloria Record                 | A Lull in Traffic                                               | Crank! Records                    |
| 2000 | Bright Eyes                       | Fevers and Minors                                               | Saddle Creek Records              |
| 2000 | Cursive                           | Domestica                                                       | Saddle Creek Records              |
| 2000 | Melon Galia                       | Les embarras du quotidien                                       | Les disques mange-tout            |
| 2000 | Songs: Ohia                       | Ghost Tropic                                                    | Secretly Canadian                 |
| 2001 | Cursive                           | Burst and Bloom                                                 | Saddle Creek Records              |
| 2002 | The Gloria Records                | Start Here                                                      | Arena Rock Recording Co.          |
| 2002 | Bright Eyes                       | There Is No Beginning to the Story                              | Saddle Creek Records              |
| 2002 | Bright Eyes                       | Lifted or The Story is in the Soil, Keep Your Ear to the Ground | Saddle Creek Records              |
| 2002 | Cursive                           | 8 Teeth to Eat You                                              | Better Looking Records            |
| 2002 | My Little Cheap Dictaphone        | Music Drama                                                     | Soundstation                      |
| 2003 | Azure Ray                         | Hold On Love                                                    | Saddle Creek Records              |
| 2003 | Cursive                           | The Ugly Organ                                                  | Saddle Creek Records              |
| 2003 | Rilo Kiley                        | The Execution of All Things                                     | Saddle Creek Records              |
| 2004 | Azure Ray                         | New Resolution                                                  | Saddle Creek Records              |
| 2004 | Bright Eyes                       | Lua                                                             | Saddle Creek Records              |
| 2004 | Bright Eyes                       | Take It Easy (Love Nothing)                                     | Saddle Creek Records              |
| 2004 | Bright Eyes/Neva Dinova           | One Jug of Wine, Two Vessels                                    | Crank! Records                    |
| 2004 | Broken Spindles                   | fulfilled/complete                                              | Saddle Creek Records              |
| 2004 | Cursive                           | The Recluse                                                     | Saddle Creek Records              |
| 2004 | The Elected                       | Me First                                                        | Sub Pop                           |
| 2004 | The Faint                         | Wet from Birth                                                  | Saddle Creek Records              |
| 2004 | The Faint                         | I Dissapear                                                     | Saddle Creek Records              |
| 2004 | The Good Life                     | Album of the Year                                               | Saddle Creek Records              |
| 2004 | Johnathan Rice                    | Extended Player                                                 | Reprise/WEA                       |
| 2004 | Rilo Kiley                        | More Adventurous                                                | Brute/Beaute Records              |
| 2004 | The Saddest Landscape             | Lift Your Burdens High for This is Where We Cross               |                                   |
| 2004 | Son, Ambulance                    | Key                                                             | Saddle Creek Records              |
| 2004 | Statistics                        | Leave Your Name                                                 | Jade Tree Records                 |
| 2005 | Bright Eyes                       | I’m Wide Awake, It’s Morning                                    | Saddle Creek Records              |
| 2005 | Bright Eyes                       | Digital Ash in a Digital Urn                                    | Saddle Creek Records              |
| 2005 | Bright Eyes                       | Motion Sickness: Live Recordings                                | Team Love Records                 |
| 2005 | Johnathan Rice                    | Trouble Is Real                                                 | Reprise/WEA                       |
| 2005 | Johnathan Rice                    | Kiss Me Goodbye                                                 |                                   |
| 2005 | Son, Ambulance                    | Key                                                             | Saddle Creek Records              |
| 2005 | Maria Taylor                      | 11:11                                                           | Saddle Creek Records              |
| 2006 | The Concretes                     | The Concretes in Colour                                         | Astralwerks                       |
| 2006 | Cursive                           | Happy Hollow                                                    | Saddle Creek Records              |
| 2006 | Jenny Lewis és a The Watson Twins | Rabbit Fur Coat                                                 | Team Love Records                 |
| 2006 | Men, Women & Children             | Men, Women & Children                                           | Reprise/WEA                       |
| 2006 | M. Ward                           | Post-War                                                        | Merge Records                     |
| 2007 | Bright Eyes                       | Four Winds                                                      | Saddle Creek Records              |
| 2007 | Bright Eyes                       | Cassadaga                                                       | Saddle Creek Records              |
| 2008 | Lightspeed Champion               | Falling Off the Lavender Bridge                                 | Domino Records                    |
| 2008 | She & Him                         | Volume One                                                      | Merge Records                     |
| 2008 | Tilly and the Wall                | o                                                               | Team Love Records                 |
| 2008 | Rachael Yamagata                  | Elephants… Teeth Sinking into Heart                             | Warner Bros. Records              |
| 2009 | Alessi’s Ark                      | Notes from the Treehouse                                        | EMI Records                       |
| 2009 | M. Ward                           | Hold Time                                                       | Merge Records                     |
| 2009 | Pete Yorn                         | Back and Fourth                                                 | Columbia Records                  |
| 2009 | Monsters of Folk                  | Monsters of Folk                                                | Shangri-la Music                  |
| 2009 | Sea Wolf                          | White Water, White Bloom                                        | Dangerbird Records                |
| 2009 | Julian Casablancas                | Phrazes for the Young                                           | Cult Records (az RCA-n keresztül) |
| 2010 | She & Him                         | Volume Two                                                      | Merge Records                     |
| 2011 | Bright Eyes                       | The People’s Key                                                | Saddle Creek Records              |
| 2011 | Man Man                           | Life Fantastic                                                  |                                   |
| 2012 | First Aid Kit                     | The Lion’s Roar                                                 |                                   |
| 2014 | First Aid Kit                     | Stay Gold                                                       |                                   |
| 2016 | Conor Oberst                      | Ruminations                                                     | Nonesuch Records                  |
| 2016 | Joseph                            | I’m Alone, No, You’re Not                                       | ATO Records                       |
| 2016 | Anthony D’Amato                   | Coldsnap                                                        | New West Records                  |
| 2016 | Ruston Kelly                      | Halloween                                                       | Razor & Tie/Washington Square     |

## Fordítás
Ez a szócikk részben vagy egészben  a   Mike Mogis című angol Wikipédia-szócikk ezen változatának fordításán alapul.  Az eredeti cikk szerkesztőit annak laptörténete sorolja fel. Ez a jelzés csupán a megfogalmazás eredetét és a szerzői jogokat jelzi, nem szolgál a cikkben szereplő információk forrásmegjelöléseként.